# S151
De S151 is een korte stadsroute in de gemeente Zaanstad, provincie Noord-Holland. De weg begint op knooppunt Zaandam (A8xA7) en eindigt op de S152 (Wormerveer-Hempont). De S151 is 2,2 km lang en daarmee de kortste stadsroute van Zaanstad. De route diens als aan- en afvoerweg van en naar het knooppunt en de autosnelwegen. De weg heeft de straatnamen Prins Bernhardweg en Vincent van Goghweg.
Aan weerszijden van de weg liggen twee tankstations, Zaandam-Noord (stadinwaarts) en Zaandam-Zuid (staduitwaarts).
 ·  ·  ·  ·  · 